# Peter Hansen (Schauspieler)
Peter Franklin Hansen (* 5. Dezember 1921 in Oakland, Kalifornien; † 9. April 2017 in Santa Clarita, Kalifornien) war ein US-amerikanischer Schauspieler.

## Leben
Peter Hansen gab sein Schauspieldebüt bereits als 13-Jähriger in den Niederlanden. Doch schon nach seinem ersten Film entschloss er sich zu einem Design- und Architektur-Studium. Erst 1950 kehrte er zum Film zurück. An der Seite von Alan Ladd spielte er in Das Brandmal. Es folgten zahlreiche Film- und Fernsehproduktionen, bis er schließlich 1965 die Rolle des Anwalts Lee Baldwin in der US-Soap General Hospital übernahm. Er spielte die Figur regelmäßig bis 1986, bis 2004 absolvierte er noch sporadische Gastauftritte in dieser Rolle. 1979 wurde der Künstler dafür mit einem Emmy ausgezeichnet.
Im Zweiten Weltkrieg diente Peter Hansen beim United States Marine Corps als Pilot bei den Marinefliegern.
Peter Hansen war von 1943 bis zu ihrem Tod 1993 mit Florence Elizabeth verheiratet. Das Paar hatte drei Kinder und lebte in Kalifornien.

## Filmografie (Auswahl)
- 1934: Willem van Oranje
- 1950: Das Brandmal (Branded)
- 1951: Die Faust der Vergeltung (Passage West)
- 1951: Sein letzter Verrat (The Last Outpost)
- 1951: Der jüngste Tag (When Worlds Collide)
- 1952: Die größte Schau der Welt (The Greatest Show on Earth)
- 1952: Wofür das Leben sich lohnt (Something to Live For)
- 1952: Der weiße Sohn der Sioux (The Savage)
- 1954: Der einsame Adler vom Last River (Drum Beat)
- 1954: Die Loretta Young Show (Fernsehserie, eine Folge)
- 1954: The Lone Ranger (Fernsehserie, fünf Folgen)
- 1955: Akte XP 15 (A Bullet for Joey)
- 1955: Blutige Straße (Hell on Frisco Bay)
- 1955: Des Königs Dieb (The King’s Thief)
- 1955: Fluggeschwader LB 17 greift ein (Top of the World)
- 1955: Rauhe Gesellen (The Violent Men)
- 1956: Auch Helden können weinen (The Proud and Profane)
- 1956: Rivalen ohne Gnade (Three Violent People)
- 1956: Die zehn Gebote (The Ten Commandments)
- 1957: Abenteuer im wilden Westen (Fernsehserie, eine Folge)
- 1957: Abwehr greift ein (5 Steps to Danger)
- 1957: Richard Diamond, Privatdetektiv (Fernsehserie, zwei Folgen)
- 1958: Abenteuer unter Wasser (Dick Powell’s Zane Grey Theater, Fernsehserie, drei Folgen)
- 1958: Der Mann ohne Colt (Man Without a Gun, Fernsehserie, eine Folge)
- 1958: Dr. Bill Baxter, Arzt in Arizona (Frontier Doctor, Fernsehserie, eine Folge)
- 1958: Durchbruch bei Morgenrot (The Deep Six)
- 1958: Perry Mason (Fernsehserie, eine Folge)
- 1961: Im wilden Westen (Fernsehserie, zwei Folgen)
- 1961: Maverick (Fernsehserie)
- 1961: Die unteren Zehntausend (Pocketful of Miracles)
- 1963: Die Unbestechlichen (The Untouchables, Fernsehserie)
- 1964: Aufstand in Arizona (Apache Rifles)
- 1964: Dr. Kildare (Fernsehserie, eine Folge)
- 1964: Lassie (Fernsehserie, eine Folge)
- 1965: Die Welt der Jean Harlow (Harlow)
- 1965: FBI (Fernsehserie, zwei Folgen)
- 1965: Solo für O.N.C.E.L. (The Man from U.N.C.L.E., Fernsehserie, eine Folge)
- 1976: Make-up und Pistolen (Police Woman, Fernsehserie, eine Folge)
- 1978: Durch die Hölle nach Westen (How the West Was Won, Fernsehserie, sieben Folgen)
- 1965–1986, 1992–2004: General Hospital (Fernsehserie)
- 1983: Hochzeit mit Hindernissen (The Man Who Wasn’t There)
- 1985: Golden Girls (Fernsehserie, eine Folge)
- 1985: Magnum (Fernsehserie, eine Folge)
- 1985–1988: Simon & Simon (Fernsehserie, drei Folgen)
- 1986: Cagney & Lacey (Fernsehserie, eine Folge)
- 1987: Der Mann von anderen Stern (Starman, Fernsehserie, eine Folge)
- 1988: Cheers (Fernsehserie, eine Folge)
- 1988: L.A. Law (Fernsehserie, eine Folge)
- 1989: Harrys wundersames Strafgericht (Night Court, Fernsehserie, eine Folge)
- 1989: Unser lautes Heim (Growing Pains, Fernsehserie, eine Folge)
- 1989: Der Rosenkrieg (The War of the Roses)
- 1990: Ohne Zeugen (In the Best Interest of the Child)
- 1991: Danielle Steels Väter (Fernsehfilm)
- 1991: Matlock (Fernsehserie, eine Folge)
- 1997: Port Charles (Fernsehserie, eine Folge)
- 2002: Im Zeichen der Libelle (Dragonfly)
- 2004: One of the Oldest Con Games (Kurzfilm)